# Michael Rooker
Michael Rooker (Jasper, Alabama, 1955. április 6. –) amerikai színész.
Először a Henry: Egy sorozatgyilkos portréja (1986) címszerepének megformálásával vált ismertté. Legismertebb szerepe Merle Dixon az AMC The Walking Dead című sorozatában (2010-2013), valamint Yondu Udonta A galaxis őrzői (2014), valamint annak folytatásaiban, A galaxis őrzői vol. 2. (2017) és A galaxis őrzői: 3. rész (2023) című filmekben. A galaxis őrzői rendezőjének és a DC Studios társ-vezérigazgatójának, James Gunnnak visszatérő partnere, eddig minden filmjében szerepelt, többek között a Slither – Féltél már nevetve? (2006), a Super (2010) és a The Suicide Squad – Az öngyilkos osztag (2021) című filmekben.
További fontosabb filmjei közé tartozik a Kiállítva (1988), a Lángoló Mississippi (1988), A szerelem tengere (1989), a Mint a villám (1990), a JFK – A nyitott dosszié (1991), a Cliffhanger – Függő játszma (1993), a Tombstone – A halott város (1993), a Shop-show (1995), A csontember (1999) és a Halálos iramban 9. (2021).

## Fiatalkora
1955. április 6-án született az alabamai Jasperben. Kilenc testvére van. Miután szülei 13 éves korában elváltak, édesanyjával és testvéreivel együtt Chicagóba költözött, ahol a Wells Community Academy High Schoolba járt, majd a DePaul Egyetem Goodman School of Drama szakán végzett.

## Pályafutása

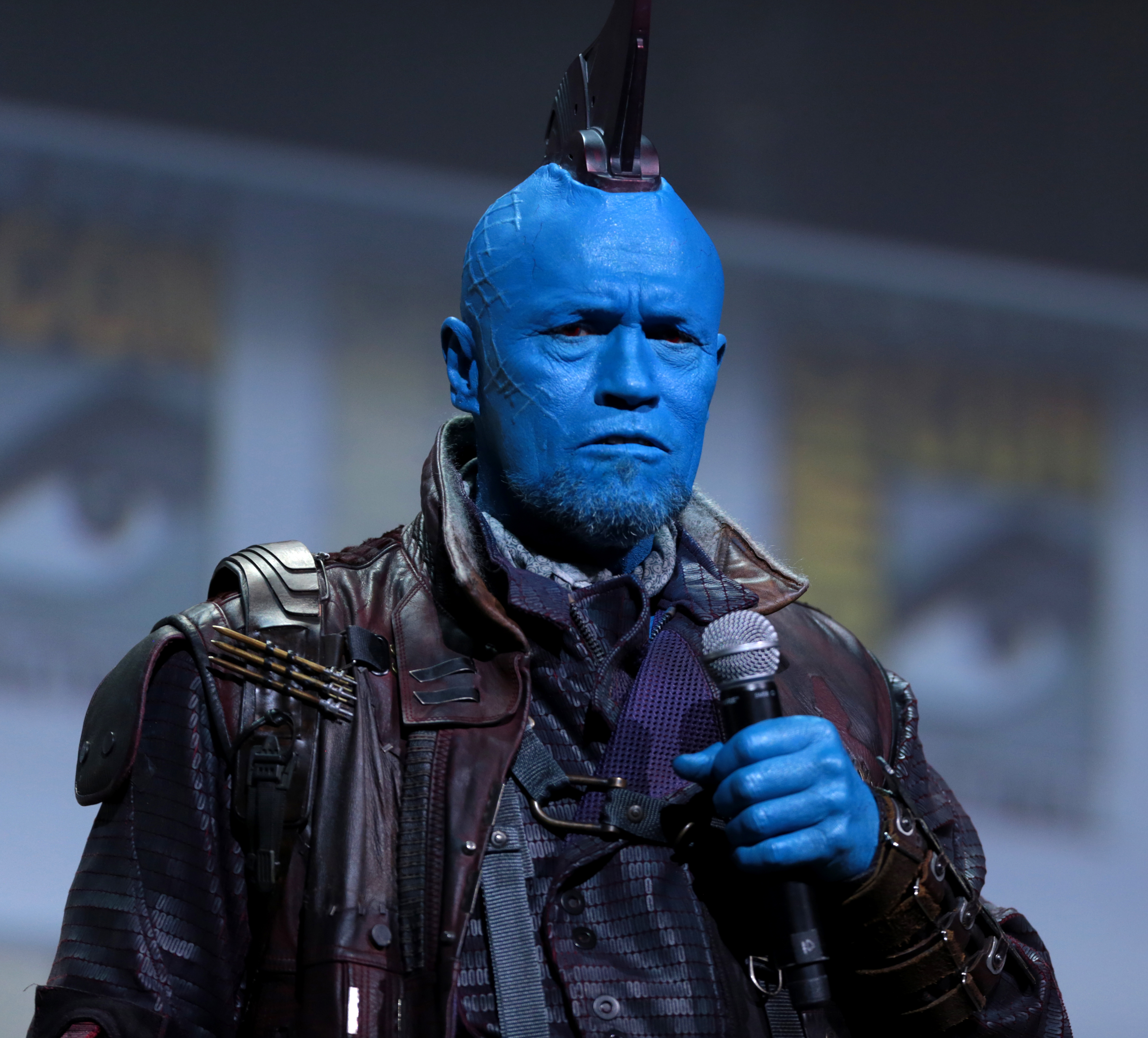
A 2016-os San Diego-i Comic Conon, Yondu karaktereként A galaxis őrzői című filmből

1986-ban debütált a filmvásznon Henry Lee Lucas sorozatgyilkost alakítva, a Henry: Egy sorozatgyilkos portréja című filmben. Éppen egy színdarabban játszott, amikor a darab rendezője, aki Henry protézisét készítette volna, beszélt neki a szerepről. Rookert nem érdekelte, hogy a forgatókönyv jó vagy rossz volt-e; egyszerűen csak szerepelni akart egy filmben, mert az „kihívást jelentett” számára. Henry kritikai elismerést szerzett, így Rooker több filmben is szerepet vállalhatott. 
Drámaibb szerepeket kapott olyan filmekben, mint a Kiállítva, a Lángoló Mississippi és a JFK – A nyitott dosszié, de ismertté A szerelem tengere, a Mint a villám, a Cliffhanger – Függő játszma és a Tombstone – A halott város című filmekben nyújtott alakításával vált. Továbbá feltűnt a Shop-show, a Rosewood, az égő város, A hatodik napon, a Slither – Féltél már nevetve?, a Hipervándor, a Super és a Hypothermia című filmekben.
2010 júniusában Rooker a Twitteren keresztül hozta nyilvánosságra, hogy az AMC The Walking Dead című televíziós sorozatában Merle Dixont, a zombiapokalipszis egyik túlélőjét alakítja. Az első évad két epizódjában és a második évad egy epizódjában vendégszerepelt, majd a harmadik évadban állandó szereplője lett a sorozatnak.
Rooker a videójátékokban betöltött szerepeiről is ismert, többek között: a Call of Duty: Black Ops (amelyben saját magát alakította), a Call of Duty: Black Ops 2 és a The Walking Dead: Survival Instinct.
Ő játszotta Yondu Udontát A galaxis őrzői Marvel Studios-filmben, amelyet James Gunn rendezett. Később újra eljátszotta szerepét A galaxis őrzői vol. 2.(2017), a A galaxis őrzői: 3. rész, illetve A galaxis őrzői – Ünnepi különkiadás (2022) című filmekben. 2021-ben feltűnt a Justin Lin által rendezett Halálos iramban 9.-ben.

## Magánélete
Margot Rookerrel 1979. június 22-én házasodtak össze, két lányuk született. Kaliforniában él. A kjokusin karate feketeöves gyakorlója.

## Filmográfia

### Film
| Év   | Magyar cím                              | Eredeti cím                           | Szerep                         | Magyar hang            |
| ---- | --------------------------------------- | ------------------------------------- | ------------------------------ | ---------------------- |
| 1986 | Henry: Egy sorozatgyilkos portréja      | Henry: Portrait of a Serial Killer    | Henry                          |                        |
| 1987 | Bérelj zsarut!                          | Rent-A-Cop                            | Joe                            | Fekete Zoltán          |
| 1987 | Hajnalfény                              | Light of Day                          | Oogie                          |                        |
| 1988 | Lángoló Mississippi                     | Mississippi Burning                   | Frank Bailey                   | Dózsa László           |
| 1988 | Lángoló Mississippi                     | Mississippi Burning                   | Frank Bailey                   | Haás Vander Péter      |
| 1988 | Lángoló Mississippi                     | Mississippi Burning                   | Frank Bailey                   | Pálfai Péter           |
| 1988 | Lángoló Mississippi                     | Mississippi Burning                   | Frank Bailey                   | Vári Attila            |
| 1988 | Kiállítva                               | Eight Men Out                         | Arnold 'Chick' Gandil          | Barát Attila           |
| 1988 | Nico                                    | Above the Law                         | férfi a bárban                 | Kardos Róbert          |
| 1989 | Music Box                               | Music Box                             | Karcsi László                  | Széles László          |
| 1989 | A szerelem tengere                      | Sea of Love                           | Terry                          | Dózsa László           |
| 1989 | A szerelem tengere                      | Sea of Love                           | Terry                          | Megyeri János          |
| 1990 | Mint a villám                           | Days of Thunder                       | Rowdy Burns                    | Gesztesi Károly        |
| 1991 | JFK – A nyitott dosszié                 | JFK                                   | Bill Broussard                 | Forgács Péter          |
| 1993 | Tombstone – A halott város              | Tombstone                             | Sherman McMasters              | Albert Péter           |
| 1993 | Cliffhanger – Függő játszma             | Cliffhanger                           | Hal Tucker                     | Sinkovits-Vitay András |
| 1993 | Halálos árnyék                          | The Dark Half                         | Alan Pangborn seriff           |                        |
| 1994 | Kemény igazság                          | The Hard Truth                        | Jonah Mantz                    | Sörös Sándor           |
| 1995 | Shop-show                               | Mallrats                              | Mr. Jared Svenning             | Háda János             |
| 1996 | Elektrosokk                             | The Trigger Effect                    | Gary                           | Maróti Gábor           |
| 1996 |                                         | Bastard Out of Carolina               | Earle                          |                        |
| 1997 | A gonosz árnyéka                        | Shadow Builder                        | Vassey atya                    | Hankó Attila           |
| 1997 | A hazug                                 | Deceiver                              | Kennesaw                       |                        |
| 1997 | Zsarolók városa                         | Keys to Tulsa                         | Keith Michaels                 | Csuja Imre             |
| 1997 | Rosewood, az égő város                  | Rosewood                              | Walker seriff                  | Forgács Péter          |
| 1997 | Hiawatha éneke                          | Song of Hiawatha                      | Bertrand                       |                        |
| 1998 | Ellencsapás                             | Renegade Force                        | Matt Cooper különleges ügynök  | Barbinek Péter         |
| 1998 |                                         | Brown's Requiem                       | Fritz Brown                    |                        |
| 1998 | Gyilkosok gyilkosa                      | The Replacement Killers               | Stan `Zeedo` Zedkov            | Haás Vander Péter      |
| 1999 | A csontember                            | The Bone Collector                    | Howard Cheney parancsnok       | Besenczi Árpád         |
| 1999 |                                         | A Table for One                       | Matt Draper / Dr. Matthew Swan |                        |
| 2000 | A hatodik napon                         | The 6th Day                           | Robert Marshall                | Fazekas István         |
| 2000 |                                         | NewsBreak                             | John McNamara                  |                        |
| 2000 | Itt a földön                            | Here on Earth                         | Malcolm Arnold                 | Harmath Imre           |
| 2000 |                                         | Table One                             | Rowdy                          |                        |
| 2001 | Replikáns                               | Replicant                             | Jake Riley                     | Gesztesi Károly        |
| 2002 | Vitathatatlan                           | Undisputed                            | A.J. Mercker                   | Balázsi Gyula          |
| 2002 | Vitathatatlan                           | Undisputed                            | A.J. Mercker                   | Sörös Sándor           |
| 2003 |                                         | The Box                               | Stafford nyomozó               |                        |
| 2004 |                                         | The Eliminator                        | Miles Dawson                   |                        |
| 2005 | Gyilkos múlt                            | Chasing Ghosts                        | Mark Spencer                   | Orosz István           |
| 2006 | Slither – Féltél már nevetve?           | Slither                               | Grant Grant                    | Tarján Péter           |
| 2006 |                                         | Lenexa, 1 Mile                        | Russ                           |                        |
| 2007 | Suttogás                                | Whisper                               | Sydney Braverman               | Mihályi Győző          |
| 2008 | Hipervándor                             | Jumper                                | William Rice                   | Balázsi Gyula          |
| 2008 | Hipervándor                             | Jumper                                | William Rice                   | Gesztesi Károly        |
| 2008 |                                         | The Lena Baker Story                  | Randolph megyei seriff         |                        |
| 2009 | A tengerészgyalogos 2.                  | The Marine 2                          | Church                         | Forgács Gábor          |
| 2009 |                                         | Penance                               | Férfi                          |                        |
| 2009 | Szeleburdi szuperhősök                  | Super Capers                          | Bíró / Vörös szárnyú Vesper    |                        |
| 2010 | Super                                   | Super                                 | Abe                            | Mikula Sándor          |
| 2010 |                                         | Louis                                 | Pat McMurphy                   |                        |
| 2010 | 213-as cella                            | Cell 213                              | Ray Clement                    | Zágoni Zsolt           |
| 2010 |                                         | Blood Done Sign My Name               | Billy Watkins védőügyvéd       |                        |
| 2010 | Bonin – Az országút gyilkosa            | Freeway Killer                        | St. John detektív              | Rosta Sándor           |
| 2011 |                                         | Mysteria                              | McCarthy százados              |                        |
| 2011 | Az Atlantisz leáll                      | Atlantis Down                         | Travis apja                    | Uri István             |
| 2012 |                                         | Hypothermia                           | Ray Pelletier                  |                        |
| 2012 |                                         | The Lost Episode                      | Chris / Dr. Halál              |                        |
| 2013 |                                         | Brother's Keeper                      | Carver séf                     |                        |
| 2014 | A galaxis őrzői                         | Guardians of the Galaxy               | Yondu Udonta                   | Scherer Péter          |
| 2016 | A Belko-kísérlet                        | The Belko Experiment                  | Bud Melks                      | Harsányi Gábor         |
| 2017 | A galaxis őrzői vol. 2.                 | Guardians of the Galaxy Vol. 2        | Yondu Udonta                   | Scherer Péter          |
| 2019 | Brightburn – A lángoló fiú              | Brightburn                            | Blogger                        | Bácskai János          |
| 2019 |                                         | Bolden                                | Pat McMurphy                   |                        |
| 2020 | A vágyak szigete                        | Fantasy Island                        | Damon                          | Sörös Sándor           |
| 2021 | Az életteli Vivo                        | Vivo                                  | Lutador (hangja)               | Sztarenki Pál          |
| 2021 | The Suicide Squad – Az öngyilkos osztag | The Suicide Squad                     | Brian Durlin / Savant          | Rosta Sándor           |
| 2021 | Halálos iramban 9.                      | F9                                    | Buddy                          | Ganxsta Zolee          |
| 2022 | Mutánsok börtöne                        | Corrective Measures                   | Devlin börtönfelügyelő         |                        |
| 2022 | Fehér elefánt                           | White Elephant                        | Gabriel Tancredi               | Berzsenyi Zoltán       |
| 2023 | Szélhámos rokonok                       | The Out-Laws                          | Roger Oldham ügynök            | Rába Roland            |
| 2023 | A galaxis őrzői: 3. rész                | Guardians of the Galaxy vol 3.        | Yondu Udonta                   | Scherer Péter          |
| 2024 | Horizont: Egy amerikai eposz            | Horizon: An American Saga – Chapter 1 | Riordan törzsőrmester          | Gyabronka József       |
| 2024 | Horizont: Egy amerikai eposz – 2. rész  | Horizon: An American Saga – Chapter 2 | Riordan törzsőrmester          |                        |
| 2025 | Superman                                | Superman                              | Ötös (hangja)                  |                        |

Rövidfilmek
- 1994: Suspicious (rövidfilm) – kísérő
- 2006: Repo! The Genetic Opera – Repo Man
- 2008: This Man's Life – Richard Crummly
- 2010:  DC Showcase: Jonah Hex – Red Doc (hangja)
- 2010: Scott's Dead – Mitch
- 2011: Elwood – Condello

### Televízió

#### Tévéfilm
| Év   | Magyar cím                             | Eredeti cím          | Szerep              | Magyar hang            |
| ---- | -------------------------------------- | -------------------- | ------------------- | ---------------------- |
| 1989 | Made in L.A.                           | L.A. Takedown        | Bosko               | Wohlmuth István        |
| 1992 | Zuhanás után                           | Afterburn            | Casey "Z" Zankowski |                        |
| 1995 | Kutyám, Clyde                          | Johnny & Clyde       | Mr. Tennant         | Sinkovits-Vitay András |
| 1996 | Amerikai jakuza 2. – Kettős fedezékben | Back to Back         | Bob Malone          |                        |
| 2003 | Vékony jégen                           | On Thin Ice          | Hopkins             |                        |
| 2003 |                                        | Saving Jessica Lynch | Curry ezredes       |                        |
| 2004 |                                        | Skeleton Man         | Leary százados      |                        |
| 2012 |                                        | Outlaw country       | Larkin embere       |                        |
| 2020 |                                        | The Dark Tower       | Eldred Jonas        |                        |

#### Sorozat
| Év        | Magyar cím                                    | Eredeti cím                                 | Szerep                 | Megjegyzések                                   |
| --------- | --------------------------------------------- | ------------------------------------------- | ---------------------- | ---------------------------------------------- |
| 1986      |                                               | Crime Story                                 | hadnagy                | 1 epizód                                       |
| 1988      |                                               | The Equalizer                               | Bill Whitaker          | 1 epizód                                       |
| 1989      |                                               | Gideon Oliver                               | John Quinn nyomozó     | 1 epizód                                       |
| 1990      |                                               | Equal Justice                               | Wallace "Wally" Dalton | 1 epizód                                       |
| 1995      | Bukott angyalok                               | Fallen Angels                               | Babe McCloor           | - 1 epizód - magyar hangja: - Bácskai János    |
| 2001      | Végtelen határok                              | The Outer Limits                            | Beckett ezredes        | 1 epizód                                       |
| 2001      |                                               | Hostage Rescue Team                         | Nicholas Roberts       | próbaepizód                                    |
| 2002      |                                               | Jeremiah                                    | Quantrell őrnagy       | 1 epizód                                       |
| 2003      | Tremors – Ahová lépek ott mindig szörny terem | Tremors                                     | Kinney                 | 1 epizód                                       |
| 2003      | CSI: Miami helyszínelők                       | CSI: Miami                                  | Marty Jones            | 1 epizód                                       |
| 2003      | Csillagkapu                                   | Stargate SG-1                               | Edwards ezredes        | 1 epizód                                       |
| 2003      |                                               | Lucky                                       | Gibby                  | 1 epizód                                       |
| 2004      | Las Vegas                                     | Las Vegas                                   | Marcus Wexler          | 1 epizód                                       |
| 2005      | JAG – Becsületbeli ügyek                      | JAG                                         | Jack Ramsey százados   | 1 epizód                                       |
| 2006      |                                               | Thief                                       | John Hayes nyomozó     | 5 epizód                                       |
| 2007      | Bostoni halottkémek                           | Crossing Jordan                             | Shawn Curaco           | 1 epizód                                       |
| 2008      |                                               | Humanzee!                                   | pap                    | 1 epizód                                       |
| 2008      | Chuck                                         | Chuck                                       | Frank Mauser           | 1 epizód                                       |
| 2008      | Shark – Törvényszéki ragadozó                 | Shark                                       | Oscar Riddick          | 1 epizód                                       |
| 2008      | Esküdt ellenségek                             | Law & Order                                 | Jamie Yost             | 1 epizód                                       |
| 2009      | Psych – Dilis detektívek                      | Psych                                       | Garth Longmore         | 1 epizód                                       |
| 2009      | Gyilkos elmék                                 | Criminal Minds                              | Carlson rendőrfőnök    | 1 epizód                                       |
| 2009      | Meteor                                        | Meteor                                      | Calvin Stark           | - 2 epizód - magyar hangja: - Reviczky Gábor   |
| 2010      |                                               | Matadors                                    | John Canterna          | próbaepizód                                    |
| 2010      | Minden lében négy kanál                       | Burn Notice                                 | Dale Lawson            | 1 epizód                                       |
| 2010–2013 | The Walking Dead                              | The Walking Dead                            | Merle Dixon            | - 14 epizód - magyar hangja: - Zágoni Zsolt    |
| 2012      | Archer                                        | Archer                                      | E.Z. Ponder            | 1 epizód                                       |
| 2016      |                                               | Unlocked: The World of Games, Revealed      | önmaga                 | dokumentumsorozat                              |
| 2017      | Robotcsirke                                   | Robot Chicken                               | Merle Dixon (hangja)   | 1 epizód                                       |
| 2017      | SEAL Team                                     | SEAL Team                                   | nagyfőnök              | 1 epizód                                       |
| 2019      | True Detective – A törvény nevében            | True Detective                              | Edward Hoyt            | 2 epizód                                       |
| 2021      |                                               | Creepshow                                   | Beau                   | 1 epizód                                       |
| 2021–2023 | Mi lenne, ha…?                                | What If...?                                 | Yondu Udonta (hangja)  | - 2 epizód - magyar hangja: - Scherer Péter    |
| 2022      | A galaxis őrzői – Ünnepi különkiadás          | The Guardians of the Galaxy Holiday Special | Yondu Udonta (hangja)  | - különkiadás - magyar hangja: - Scherer Péter |
| 2023      | Az újonc                                      | The Rookie                                  | Frank Tesca            | 2 epizód                                       |